# Muliphein
Gamma Canis Majoris, conosciuta anche come Muliphein o Muliphen, è una stella della costellazione del Cane Maggiore. La sua magnitudine apparente è di 4,01 ma le è stata assegnata la terza lettera dell'alfabeto. Probabilmente questo deriva dal fatto che Muliphein è nella parte della costellazione della brillante Sirio e di Mirzam, la stella Beta del Cane Maggiore. La sua distanza dalla Terra è di 401 anni luce

## Osservazione
Si tratta di una stella situata nell'emisfero celeste australe; grazie alla sua posizione non fortemente australe, può essere osservata dalla gran parte delle regioni della Terra, sebbene gli osservatori dell'emisfero sud siano più avvantaggiati. Nei pressi dell'Antartide appare circumpolare, mentre resta sempre invisibile solo in prossimità del circolo polare artico. Essendo di magnitudine 4,1, la si può osservare anche dai piccoli centri urbani senza difficoltà, sebbene un cielo non eccessivamente inquinato sia maggiormente indicato per la sua individuazione.
Il periodo migliore per la sua osservazione nel cielo serale ricade nei mesi compresi fra dicembre e maggio; da entrambi gli emisferi il periodo di visibilità rimane indicativamente lo stesso, grazie alla posizione della stella non lontana dall'equatore celeste.

## Caratteristiche fisiche
La stella viene classificata di tipo spettrale B8II, cioè come stella gigante brillante, oppure, come in altre pubblicazioni, di classe B6III, il che indicherebbe invece che sia una gigante blu. Ha una raggio di 5,6 volte quello del Sole ed una massa 4,3 volte superiore, mentre la sua tempaeratura superficiale è di 16700 K.
Muliphein è una stella peculiare, ha una bassa rotazione rispetto alle stelle della sua classe, circa 30 km/s, ed è una stella al mercurio-manganese, come ad esempio Alpheratz, con ampi rilevamenti di metalli sulla superficie stellare. La quantità di ferro e di cromo è del 40% rispetto al Sole, ma è la sovrabbondanza di mercurio, 2000 volte quella solare, la caratteristica rilevante di queste stelle al mercurio-manganese.